# Árbol Sagrado de Houlong
El Árbol Sagrado de Houlong, es un árbol de Bischofia javanica, o como se le conoce coloquialmente en chino, de Qiédōng, ubicado en Houlong, distrito occidental de Taichung, Taiwán, y es considerado un árbol sagrado por los residentes locales. En 2013, se desató un movimiento de protección del árbol debido a los planes de una empresa constructora de edificar un edificio cerca de él.

## Ecología
El antiguo nombre del lugar donde se encuentra este árbol era Ka-tang-kha, término que significa "pie del árbol Qiédōng", haciendo referencia a este tipo de árbol. Actualmente, esta área corresponde a Houlong, y el árbol está ubicado en el Parque Qiédōng, cerca del Bulevar de Taiwán, la calle Jun’an y Meichuan. Se encuentra a unos 30 minutos a pie al oeste de la estación de tren de Taichung, y en las cercanías hay una parada de autobús llamada Chiatungkha.
El investigador Lin Erxian, en su obra Historia y leyendas de los árboles antiguos y preciosos de la ciudad de Taichung, documentó que durante el período de ocupación japonesa en Taiwán, este árbol crecía originalmente junto a un canal de agua. Posteriormente, el canal fue rellenado y los primeros tres metros del tronco quedaron enterrados bajo tierra. La inscripción en la lápida del árbol también confirma que originalmente crecía en la orilla de un canal profundo y que su base fue cubierta tras el relleno del terreno.
En 1978, el gobierno de Taichung invitó a profesores de la Universidad Nacional Chung Hsing para evaluar el árbol, y determinaron que su edad se acercaba a los mil años. En 1991, el entonces alcalde de Taichung, Lin Borong, organizó una celebración para conmemorar su supuesto milenio.  Sin embargo, a principios de la década de 1990, expertos en silvicultura y botánica cuestionaron esta estimación, considerándola poco precisa.
A unos 15 metros de la base del árbol, han crecido nuevos brotes, dando lugar a la segunda y tercera generación de árboles Qiédōng. Para el año 2013, este árbol tenía aproximadamente 21 metros de altura, un diámetro de 3.3 metros, una circunferencia de 11 metros y una copa que cubría unos 1,500 metros cuadrados.

## Conservación
Durante la Segunda Guerra Mundial, el ejército japonés originalmente planeó talar las ramas y hojas de este árbol para utilizarlo como plataforma de refugio para aviones, pero los residentes locales suplicaron en contra de esta idea. Así que el ejército japonés invitó a un profesor de la Universidad Imperial de Taihoku (actualmente Universidad Nacional de Taiwán) para evaluar este árbol como una antigüedad de varios cientos de años, y al considerar que había un templo local que lo veneraba, solicitó al gobierno japonés que lo protegiera.
Después de la guerra, durante el período de rápido crecimiento de Taichung, en el distrito de Houlongli, una zona crucial para el acceso a la autopista y al puerto de Taichung, los precios de la tierra aumentaron drásticamente. Los residentes empezaron a vender sus tierras agrícolas a empresas constructoras, y surgieron tiendas y hoteles. En un informe de 1982, algunos ciudadanos propusieron que el templo cercano Jun’an Temple talara este árbol para vender la tierra y construir edificios.
En 1993, la Oficina de Planificación de la Ciudad de Taichung, sin notificar a la Oficina de Agricultura según lo requerido por las normativas, aprobó la construcción en terrenos cercanos al árbol, otorgando permisos a la empresa constructora Hsin Fu Fa. Esto generó preocupaciones sobre la supervivencia del árbol. En 2013, Hsin Fu Fa lanzó un proyecto residencial en el área, conocido como el "Nuevo Wenhua", con un terreno de 1958.2 metros cuadrados, 310 unidades habitacionales de entre 82.5 y 128.7 metros cuadrados cada una, y un valor total de venta de 2,700 millones de dólares taiwaneses, que se agotó rápidamente, lo que provocó la reacción de los defensores del árbol. Por ejemplo, Guo Gengwen, el secretario general del templo Jun’an, expresó su preocupación de que la construcción de un rascacielos alrededor del árbol podría afectarlo por la falta de luz solar, el daño a los acuíferos subterráneos y el efecto de calor y circulación de aire que causaría su muerte. El alcalde del distrito de Taichung, Rao Shiweng, argumentó que la construcción no solo afectaría las raíces del árbol al cortar el flujo de agua subterránea, sino que también reduciría el tiempo de exposición al sol en tres horas al día. El director general de la Asociación Cultural Nativa, Jiang Qingzhou, expresó su preocupación sobre la presencia de desechos y asfalto bajo la tierra, lo que impediría que el árbol recibiera agua adecuada en sus raíces.
El 18 de marzo de ese año, el gobierno municipal de Taichung discutió este caso en una reunión del consejo. El director de la Oficina de Planificación, He Zhaoxi, admitió que hubo negligencia en la emisión del permiso de construcción. El vicealcalde de Taichung, Huang Guorong, explicó que, en ese momento, la conciencia sobre la protección de los árboles antiguos no era alta, por lo que no se habían establecido sanciones adecuadas. El gobierno municipal consideró la posibilidad de comprar el terreno, valorado en aproximadamente 250 millones de dólares taiwaneses, para convertirlo en un parque, o intercambiarlo por un terreno de unos 350 millones de dólares taiwaneses en Fengyuan. El director de la Oficina Jurídica, Lin Yuzao, señaló que, si el desarrollador no aceptaba la oferta del gobierno, este podría anular el permiso de construcción según la Ley de Procedimientos Administrativos, en base a la "protección del interés público".
Un médico de enfermedades cardiovasculares de Beitun, Xu Kunxi, al enterarse de la situación a través del jefe del barrio local Guo Yaoquan, fundó el 23 de mayo de ese año la organización llamada "Alianza de Protección del Árbol Sagrado Qiédōng de la Ciudad de Taichung", a la que más tarde se unió el concejal de Taichung Cai Chenggui para apoyar la causa.
El 9 de junio de ese año, los grupos ecologistas organizaron una actividad de protección del árbol con una procesión. El templo envió un palanquín para guiar a los fieles en un recorrido de una hora, y al final, gritaron "¡Alcalde Hu! ¡Hemos salvado a la señora Hu, también te pedimos que salves el árbol sagrado!" y luego ataron cintas amarillas alrededor del árbol.  Además, el templo realizó una consulta divina mediante tossing y, después de recibir tres respuestas afirmativas, dejó de usar el horno de oro, y la basura de papel fue incinerada por la Oficina de Protección Ambiental, para evitar que el calor y los gases del horno afectaran al árbol. Este evento fue el primero en Taiwán en el que un templo selló un horno para proteger a un árbol.
La Alianza de Protección del Árbol Sagrado Qiédōng invitó a Chen Yufeng a realizar una investigación académica sobre el árbol y, basándose en el Artículo 37 de la Ley de Conservación del Patrimonio Cultural, solicitó al gobierno municipal la protección temporal como monumento histórico debido a la importancia del lugar, ya que era la zona de suministro de agua para el árbol. Presentaron pruebas físicas y testimonios de ancianos locales que confirmaron que el terreno era vital para la supervivencia del árbol. [11] En respuesta a las protestas, el desarrollador de Hsin Fu Fa redujo la altura de su proyecto de 30 pisos a 28, y mostró disposición para cooperar con las medidas del gobierno, como instalar espejos reflectantes para aumentar la exposición solar al árbol y monitorear los recursos hídricos. 
Xu Kunxi, a través de sus pacientes, logró contactar con Zhang Lili, presidenta de la Asociación de Constructores de Taichung, y logró persuadir al director de la empresa constructora. Este caso marcó un precedente al permitir la transferencia de derechos de construcción de una empresa privada. El 10 de septiembre de ese año, el desarrollador anunció que detendría el proyecto y cancelaría los contratos con los compradores de las 310 unidades, lo que fue otro ejemplo de la intervención del gobierno local en las relaciones contractuales entre los desarrolladores y los compradores, como ocurrió en el caso de Meihe City debido a un retraso en la entrega de terrenos para el metro. La empresa constructora Hsin Fu Fa acordó donar más de 1650 m² de terreno, a cambio de recibir más de 2640 m² de tierra en una zona de reurbanización cercana, lo que aumentó el área de ventas en 8774.6 m², además de 47 espacios de estacionamiento, y se estimó que la empresa obtendría una ganancia de aproximadamente 400 millones de dólares taiwaneses.
Ese mismo mes, el gobierno municipal de Taichung aprobó una nueva legislación para la protección de los árboles. [11] El 19 de septiembre, se organizó una actividad en la que mil personas se reunieron para "proteger" al árbol, con la participación de Hu Zhiqiang y Lin Jialong, así como de los patrocinadores del árbol sagrado. También participaron Liu Jieqing, de 78 años, y Huang Hongguo, de 58 años.
Bajo la dirección de Ou Wengsen, presidente de la Asociación de Arboricultura China en Hong Kong, el árbol recibió un tratamiento de poda. [14] Tras la elección de Lin Jialong como alcalde, la ubicación del árbol y el terreno donado por la empresa constructora se transformaron en un parque, y se demolieron un pabellón de cemento y caminos asfaltados cercanos, reemplazándolos por césped permeable y piedras trituradas. [1] El pabellón había sido ocupado frecuentemente por personas sin hogar, lo que había llevado a la sugerencia de su demolición. [15] Además, se inició la demolición de un centro de actividades para mujeres y niños, que obstruía la luz solar del árbol, comenzando en febrero de 2017, para mejorar las condiciones del árbol y evitar que la humedad afectara su salud.
Este centro, inaugurado a fines de la década de 1990 con una inversión de más de 30 millones de dólares taiwaneses, había sido criticado por no ser utilizado de manera adecuada y convertirse en un lugar de concentración de personas sin hogar. [17] Después de la demolición, el árbol comenzó a crecer mejor y atrajo a visitantes japoneses para observarlo.
El 11 de marzo de 2018, se celebró la ceremonia de inicio de las obras del Parque Ecológico Cultural del Árbol Sagrado Qiédōng, con una extensión de 6000 metros cuadrados. Se eliminaron desechos de construcción debajo del suelo, se mejoró el pavimento permeable y se añadieron senderos históricos, señales informativas, fuentes de agua y esculturas al aire libre. El costo total del proyecto fue de 16.88 millones de dólares taiwaneses, y el parque se inauguró el 7 de septiembre del mismo año.

## Templo
El veterano de guerra Bu Zhaoqi recuerda que en 1949, cuando las fuerzas armadas de la China nacionalista se apostaron cerca del viejo árbol, el templo debajo de este árbol no era más alto que el pecho de una persona, y tenía un cartel que decía "nutrir las raíces y fortalecer las hojas". En una foto de 1961, publicada en el Taiwan Minsheng Daily, ya se había construido un altar más alto que una persona, y los residentes locales planeaban celebrar el 15 de agosto del calendario lunar un festival de 600 años y erigir una placa conmemorativa. En 1998, Bu Zhaoqi regresó y encontró el templo ya de gran tamaño, conocido como el "Templo de Qia Tong Wang Gong". El templo es administrado por el cercano Templo Jun'an Gong, y los fieles representan a la deidad del árbol como una estatua de Qia Tong Wang Gong con cara verde y barba roja.
En el lado del templo, hay un arco de piedra con una inscripción que dice: "El árbol de Qia Wang, árbol jade, honra mil años de verdor, y Qia Gong muestra su poder para proteger Houlong" [1]. Otras inscripciones y carteles incluyen "Las raíces del árbol Qia sustentan el templo de la isla del tesoro, y el árbol Qia muestra su poder para proteger a la gente", "La sombra del árbol Qia, llena de espiritismo, hace que el templo se mantenga grandioso por mil años, y las flores de Qia traen prosperidad y paz a todos los rincones", "El árbol Qia genera fervor en el culto y su fama perdura por los siglos, mientras que las raíces de Qia brindan protección y bendiciones a todos", "El árbol sagrado protege al pueblo", "La poderosa influencia divina es conocida".
La madre de Zhang Wenying era fiel de este templo y visitaba frecuentemente para rendir culto. El 5 de julio de 2009, alrededor de las 5:00 p. m., cuando ya tenía casi 90 años, ella, acompañada de un empleado masculino de una tienda de utensilios budistas, llevó las estatuas de Qia Tong Wang Gong, Tudi Gong y otras tres deidades del templo a la tienda para limpiarlas. A las 6:00 p. m., los fieles notaron que las estatuas habían desaparecido y de inmediato informaron al director general de Jun'an Gong, Jiang Sencheng. La policía y 5 líderes de distrito de la zona occidental, junto con los fieles, realizaron una búsqueda por toda la zona. En las cámaras de vigilancia se vio que una de las personas que había cargado las estatuas era nada menos que la madre del exalcalde de Taichung, Zhang Wenying. Inmediatamente se contactó a Zhang Wenying, quien, a las 7:00 p. m., devolvió las estatuas. Zhang Wenying, que ya se había retirado de la política y se dedicaba a la odontología, pidió disculpas a los fieles, explicando que su madre había tenido un sueño en el que Qia Tong Wang Gong quería purificar su rostro, por lo que, en un impulso, tomó las estatuas sin malas intenciones. Posteriormente, las autoridades del templo no tomaron ninguna acción en su contra.

## Leyenda
El residente local Lai Hailong relata una leyenda transmitida por sus abuelos, que cuenta que una vez el árbol de fruta Qiédōng perdió todas sus hojas en una sola noche, y poco después, la aldea sufrió una mala cosecha y apareció la presencia de bandidos, lo que llevó a los habitantes a ver la caída de las hojas del árbol como un presagio de mala suerte. Lai Hailong también mencionó que en un año, las ramas del lado oeste del árbol perdieron todas sus hojas, y en la casa vecina del oeste, una persona fue atropellada por un camión. Por lo tanto, cuando este árbol pierde muchas hojas, los residentes hacen bolas de arroz rojo para evitar desastres y alejar a los espíritus malignos. En la localidad hay un dicho: "Cuando las hojas del árbol caen, hay que rezar con arroz rojo".
Bu Zhaoqi escuchó de los residentes que en tiempos pasados, alguien trepó al árbol y, cuando intentó bajar, se dio cuenta de que el árbol había crecido mucho de repente, por lo que necesitó ayuda de otra persona para poder bajar.

## Oración por bendiciones
Los antepasados de los residentes locales, que migraron de Zhangzhou, además de haber construido el templo de Jun'an durante el reinado del emperador Qianlong en 1789 en honor al dios de los tres palacios, también consideraron a este árbol como una deidad importante a la que rendir culto. Durante el gran incendio del restaurante Wei'erkang, esa misma noche, los residentes rezaron con las manos juntas frente a este árbol, que se encuentra en la esquina opuesta.
Los fieles utilizan la técnica de lanzar arroz (una especie de ritual de adivinación) para obtener hojas de este árbol y mezclarlas con medicamentos para su consumo. También existe la costumbre de encomendar a los niños al árbol como padrino, y cada año, en las festividades del 15 de enero, 2 de febrero, 7 de julio, 15 de agosto, o 9 de septiembre, o en el cumpleaños de la deidad del árbol, los habitantes realizan un ritual llamado "cambiar el hilo rojo" (cambiar las cuerdas rojas y las bolsas de incienso) para pedir por la salud de los niños. Lin Jialong también es uno de los niños apadrinados por este árbol.
Durante el festival del Día de la Luna para celebrar el cumpleaños del dios árbol, los templos dedicados a la deidad del árbol de Qiédōng en lugares como Puli, Mingjian, Ligan, Douliu, Gukeng, entre otros, envían representantes a rendir homenaje y celebrar la ocasión. Templos como el Templo Xinnan en Puli, el Templo del Árbol de Paraguas en Dali, el Templo del fruto Qiédōng en Ligan, y el Templo Wannian en Douliu.